# Senecio atratus
Senecio atratus là một loài thực vật có hoa trong họ Cúc. Loài này được Greene miêu tả khoa học đầu tiên năm 1896.